# Isidora Urrejola
Isidora Urrejola Arroyo (née le 26 octobre 1987 à Santiago) est une actrice chilienne de cinéma et télévision.

## Filmographie
| Films | Films      | Films      | Films               |
| Année | Titre      | Personnage | Réalisateur         |
| ----- | ---------- | ---------- | ------------------- |
| 2009  | Drama      | María      | Matías Lira         |
| 2012  | El Cordero | Paula      | Juan Francisco Olea |

## Télévision
| Telenovelas | Telenovelas       | Telenovelas             | Telenovelas |
| Année       | Titre             | Rôle                    | Chaîne      |
| ----------- | ----------------- | ----------------------- | ----------- |
| 2012-2013   | La Sexóloga       | Florencia Garay         | Chilevisión |
| 2014        | Las dos Carolinas | Lorena Salazar          | Chilevisión |
| 2015        | Buscando a María  | María Barraza Cifuentes | Chilevisión |

### Émissions
| Émissions de télévision | Émissions de télévision | Émissions de télévision | Émissions de télévision |
| Année                   | Titre                   | Rôle                    | Chaîne                  |
| ----------------------- | ----------------------- | ----------------------- | ----------------------- |
| 2012                    | Primer plano            | Elle-même               | Chilevisión             |

### Sources
- (es) Cet article est partiellement ou en totalité issu de l’article de Wikipédia en espagnol intitulé « Isidora Urrejola » (voir la liste des auteurs).